# Lucij Anej Seneka
Lúcij Anêj Séneka (latinsko Lucius Annaeus Seneca; običajno samo Seneka ali Seneka mlajši; tudi Seneka Tragik ali Seneka Filozof), rimski stoiški filozof, politik, dramatik, * 4 pr. n. št., Kordova † 65, Rim.
Bil je učitelj, pozneje tudi svetovalec rimskega cesarja Nerona. Prisiljen je bil v samomor zaradi Pizonove zarote v zvezi s poskusom atentata na Nerona, zadnjega cesarja julijsko-klavdijske dinastije, vendar obstajajo dvomi o njegovi dejanski krivdi.

## Življenje
Njegov oče je bil Seneka starejši, premožni retor iz konjeniške (ordo equester) družine, materi je bilo ime Helvija. Bil je drugi izmed treh bratov. Senekova družina je živela v Cordobi v Hispaniji, zato sklepamo, da se je tam tudi rodil, četudi o tem ni dokumentiranih dokazov. Aneji naj bi se sicer v Hispanijo priselili nekje iz Etrurije ali še vzhodneje proti Iliriji. Senekov starejši brat Gallio je postal prokonzul Rimske province Aheje, sin mlajšega brata Aneja Mele pa je bil pesnik Mark Anej Lukan.
V Rimu je študiral retoriko, kjer se je tudi podrobno seznanil s helenizirano stoiško filozofijo Atala in Sotiona.
Ko je leta 41 Klavdij nasledil Kaligulo, je cesarjeva tretja žena Varerija Mesalina dosegla, da je Klavdij Seneko izgnal na Korziko, ker naj bi zagrešil prešuštvo s Kaligulovo sestro Julijo Livilo. V tem času se je intenzivno posvetil preučevanju filozofije in narave (kakor sicer priporoča rimska stoa). 
Leta 49 je Klavdijeva četrta žena, Agripina Mlajša, poklicala Seneko nazaj v Rim, da bi vzgajal njenega tedaj 12-letnega sina Nerona, s tem pa se je končalo Senekovo izgnanstvo. Na Agripinino vztrajanje je Klavdij ob svoji smrti za svojega naslednika izbral mladega Nerona (namesto njegovega sina Britanika), to pa je Seneki po 
Klavdijevi smrti omogočilo visok položaj v cesarski oblasti.
Tako je od 54 do 62, Seneka služboval kot Neronov svetovalec, skupaj s pretorijskim prefektom Sekstom Afranijem Burom. Največji vpliv naj bi Seneka imel zlasti v prvem letu, tj. pred Britanikovo smrtjo. Mnogi zgodovinarji smatrajo Neronovo zgodnjo vladavino ob podpori Seneke in Bura kot solidno. Vendar je njun vpliv sčasoma pešal. Leta 59 sta stežka privolila v Agripinin umor, Seneka pa je Senatu napisal pismo v Neronov zagovor. Po Burovi smrti in obtožbah o poneverbi se je Seneka umaknil iz politike ter se ponovno posvetil študiju in pisanju.

## Delο
Senekova dela zajemajo ducat filozofskih esejev in dialogov, čez sto pisem, ki obravnavajo moralne probleme, devet tragedij, satiro ter meteorološki esej.
Senekove tragedije so veliko brali in preučevali na univerzah v srednjem veku in renesansi, saj so ga zgodnji kristjani odobravali in cenili. Imele so velik vpliv na dramatko v Elizabetinski Angliji (Shakespeare), Franciji (Corneille in Racine), in na Nizozemskem (Joost van den Vondel). Senekova dramatika naj bi bila vir in navdih t. i. maščevalne tragedije, začenši s Špansko tragedijo Thomasa Kyda.